# Klosteröl

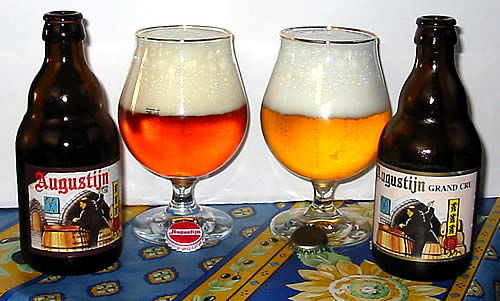
Klosteröl.

Klosteröl är öl som på ett eller annat sätt är förbundet till ett kloster (oftast enbart namnet) men inte bryggs av munkarna eller under deras tillsyn. Ibland görs bruk av ett gammalt recept från klostret men i de flesta fall rör det sig om helt nya ölsorter.
Ex;
- Leffe
- Grimbergen
- Affligem
- Maredsous

En specialvariant av klosteröl är trappistöl som alltid bryggs av munkar inom trappistorden.